# Otto Friedrich von Lilienfeld

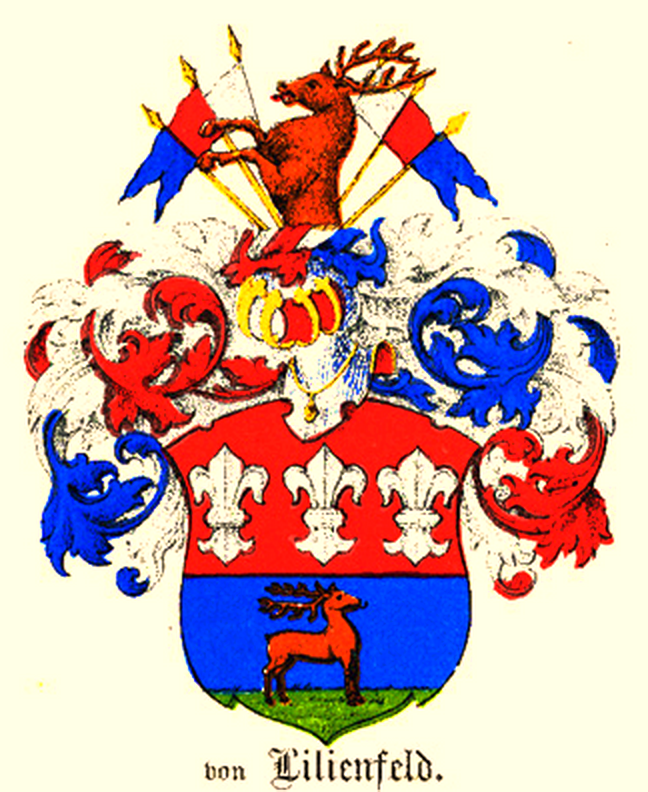
Wappen des Adelsgeschlechts Lilienfeld

Otto Friedrich August Heinrich von Lilienfeld-Toal (russisch Отто Фридрих Аугуст Генрих фон Лилиенфельд-Тоаль; * 19. Dezember 1827; † 10. Februar 1891 in Riga) war ein baltischer Adliger, Waffenfabrikant und russischer Generalmajor.

## Leben
Otto Friedrich von Lilienfeld diente ab 1862 als Stabsoffizier in der kaiserlich-russischen Armee. Er hatte sich auf Waffentechnik konzentriert und war als Berater in der Waffenfabrik Sestrorezk tätig. Als diese staatliche Fabrik verpachtet wurde, übernahm er sie im Jahr 1864 und leitete sie für 5 Jahre in eigener Verantwortung. 1869 wurden die verpachteten Waffenfabriken wieder in den Besitz des Staates überführt. Von Lilienfeld wurde 1871 zum Generalmajor befördert und war von 1879 bis 1881 Inspizient der Waffen- und Patronenfabriken des russischen Heeres. Zu seinen Besitzungen gehörten das Rittergut Sakkenhausen mit Bächhof und das Schloss Hasenpoth in Kurland.

## Herkunft und Familie
Sein Vater war der russische Oberst und Wirkliche Staatsrat Otto Friedrich von Lilienfeld (1796–1870), der mit Constanze d’Auvray verheiratet war. Die Familie musste sich ab 1883 als Lilienfeld-Toal benennen. Sein Bruder war der russische Geheimrat und Gouverneur des Gouvernements Kurland Paul Frommhold Ignatius von Lilienfeld-Toal (1829–1903). Otto Friedrich heiratete 1859 Sarah Talbot (1830–1904), ihre Nachkommen waren:
- Alexander Friedrich James von Lilienfeld-Toal (* 1864 in Sankt Petersburg; † 1925 in Krolewez); ⚭ Rosalie Gräfin von der Mohl (1865–1941)
- Lucie Konstanze von Lilienfeld-Toal (1865–1941); ⚭ I. 1890 Sergei Dolshikow († 1898), russischer Rittmeister; ⚭ II. 1906 Richard Luik, russischer Rittmeister